# Blacé
Blacé é uma comuna francesa na região administrativa de Auvérnia-Ródano-Alpes, no departamento de Ródano. Estende-se por uma área de 11 km². Em 2010 a comuna tinha 1 655 habitantes (densidade: 150,5 hab./km²).